# 玉造駅
玉造駅（たまつくりえき）は、大阪府大阪市天王寺区玉造元町および玉造本町にある、西日本旅客鉄道（JR西日本）・大阪市高速電気軌道 (Osaka Metro) の駅である。JR西日本の駅番号はJR-O05。Osaka Metroの駅番号はN19。
JR西日本の大阪環状線と、Osaka Metroの長堀鶴見緑地線が乗り入れ、接続駅となっている。JRの駅はアーバンネットワークエリア、および特定都区市内制度における「大阪市内」に属する。JR西日本の駅シンボルフラワーは「稲穂」である。

## 歴史

### JR西日本
- 1895年（明治28年）
  - 5月28日：大阪鉄道が天王寺駅 - 当駅間を開業した際に、その終着として設置する[1]。
  - 10月17日：大阪鉄道が当駅から梅田駅（現在の大阪駅）まで延伸し、途中駅となる。
- 1900年（明治33年）6月6日：大阪鉄道の路線を関西鉄道が承継し、同社の駅となる。
- 1907年（明治40年）10月1日：関西鉄道が国有化され、国有鉄道の駅となる[1]。
- 1909年（明治42年）10月12日：線路名称が制定され、当駅は城東線の所属駅となる。
- 1932年（昭和7年）3月29日：高架化される。ただし貨物駅は地上に残したため、貨物駅と猫間信号場（森ノ宮駅北側付近にあった）まで貨物用の別線が敷設された。
- 1961年（昭和36年）
  - 4月20日：貨物の取り扱いを廃止する[1]とともに、貨物用別線が廃止される。
    - 駅での貨物営業は廃止されたが、設備はコンテナ基地として1970年代後半ごろまで使用された。

  - 4月25日：城東線が大阪環状線の一部となり、当駅もその所属となる。
- 1970年（昭和45年）3月：2代目の駅舎に改築する。
- 1986年（昭和61年）11月1日：荷物の取り扱いを廃止する[1]。
- 1987年（昭和62年）4月1日：国鉄分割民営化により西日本旅客鉄道（JR西日本）の駅となる[1]。
- 1997年（平成9年）9月28日：自動改札機を設置し、供用開始[2]。
- 2003年（平成15年）11月1日：ICカード「ICOCA」の利用が可能となる[3]。
- 2009年（平成21年）10月4日：大阪環状・大和路線運行管理システム導入。
- 2014年（平成26年）3月18日：「ビエラ玉造」が開業する[4]。
- 2015年（平成27年）3月22日：発車メロディを導入。曲は「メリーさんのひつじ」。
- 2017年（平成29年）9月5日：大阪環状線改造プロジェクトの一環により駅改修工事に着工[5]。
- 2018年（平成30年）3月17日：駅ナンバリングが導入される。
- 2019年（令和元年）
  - 8月31日：駅舎リニューアル完了[6][7][8]。
  - 9月1日：株式会社JR西日本交通サービスによる業務委託駅となる[9]。
- 2024年（令和6年）
  - 10月31日：みどりの窓口の営業を終了[10]。
  - 11月1日：みどりの券売機プラスを導入[10]。

### 大阪市高速電気軌道 (Osaka Metro)
- 1996年（平成8年）12月11日：大阪市営地下鉄長堀鶴見緑地線の京橋駅 - 心斎橋駅間延伸に伴い開業する[11]。
- 2018年（平成30年）4月1日：大阪市交通局の民営化により、大阪市高速電気軌道 (Osaka Metro) の駅となる。

## JR西日本
相対式ホーム2面2線を持つ高架駅。ホーム有効長は8両編成。分岐器や絶対信号機を持たないため、停留所に分類される。改札・コンコースが1階、ホームが2階にある。改札口は2箇所設置されている。
地上駅時代のホームがわずかに残っていたが、再開発のため2008年に消滅している。
鶴橋駅が管理しているJR西日本交通サービスによる業務委託駅。ICOCAの利用が可能である（相互利用が可能なIC乗車券はICOCAの項を参照）。

### のりば
| のりば | 路線       | 方向   | 行先             |
| ------ | ---------- | ------ | ---------------- |
| 1      | 大阪環状線 | 内回り | 京橋・大阪方面   |
| 2      | 大阪環状線 | 外回り | 鶴橋・天王寺方面 |

長らくのりば番号が存在しなかったが、2006年9月中にのりば番号が付与された。

### 発車メロディ
「大阪環状線改造プロジェクト」の一環として、2015年3月22日からアメリカ民謡の「メリーさんのひつじ」が発車メロディとして使用されている。当駅高架下の商業施設「ビエラ玉造」において、窓枠を音階に見立てて同曲を表現していることにちなんでいる。

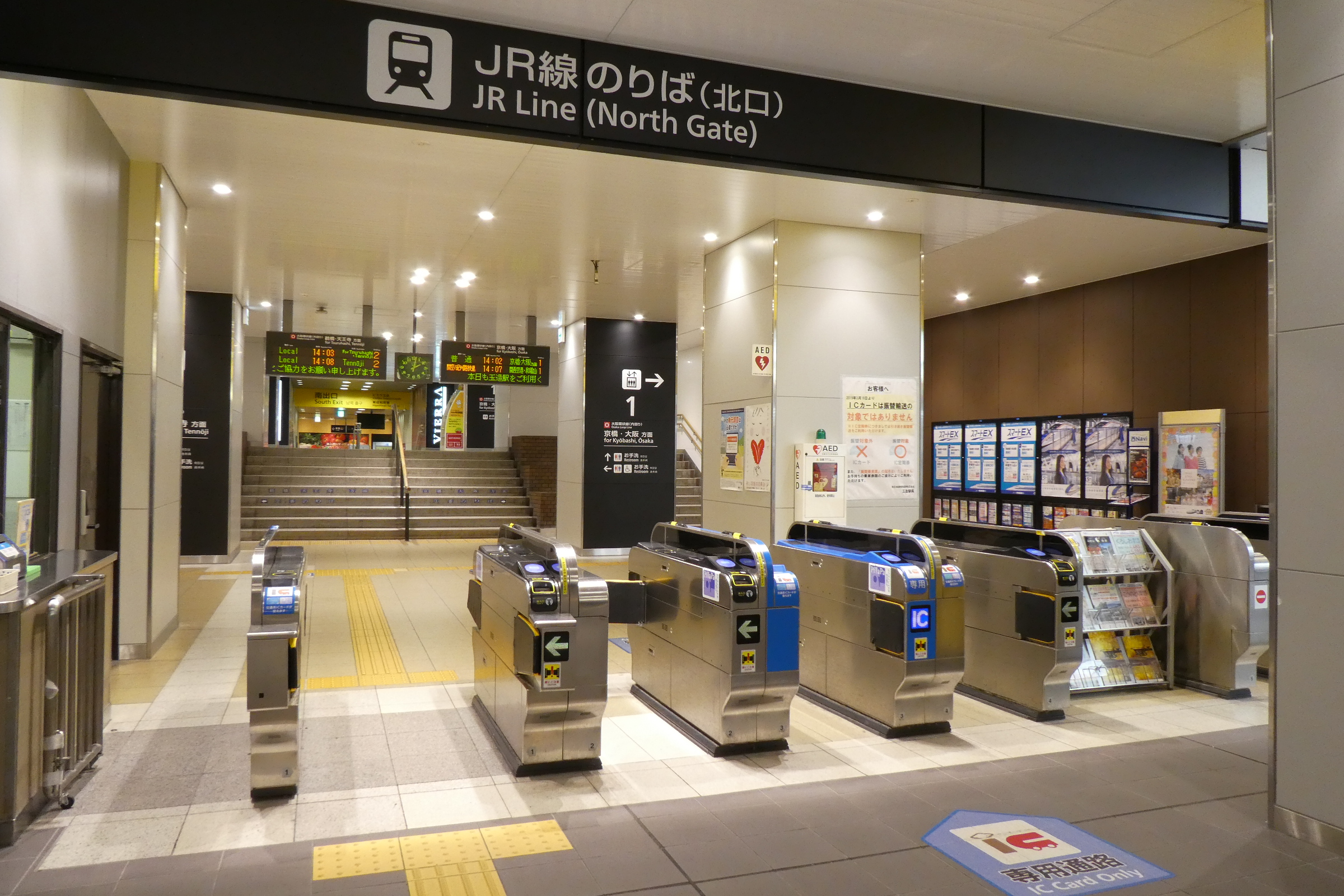
改札（2019年10月）
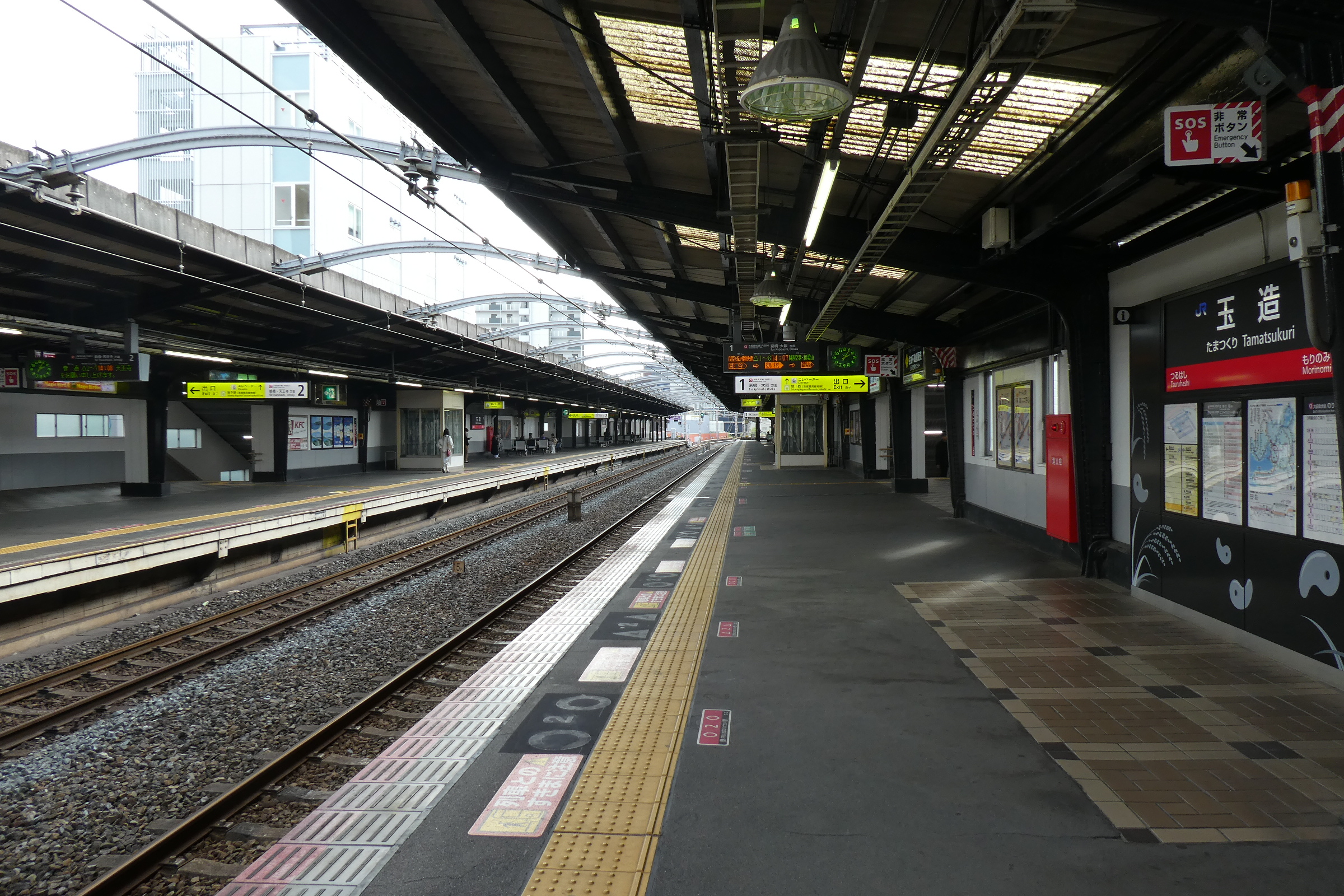
ホーム（2019年10月）
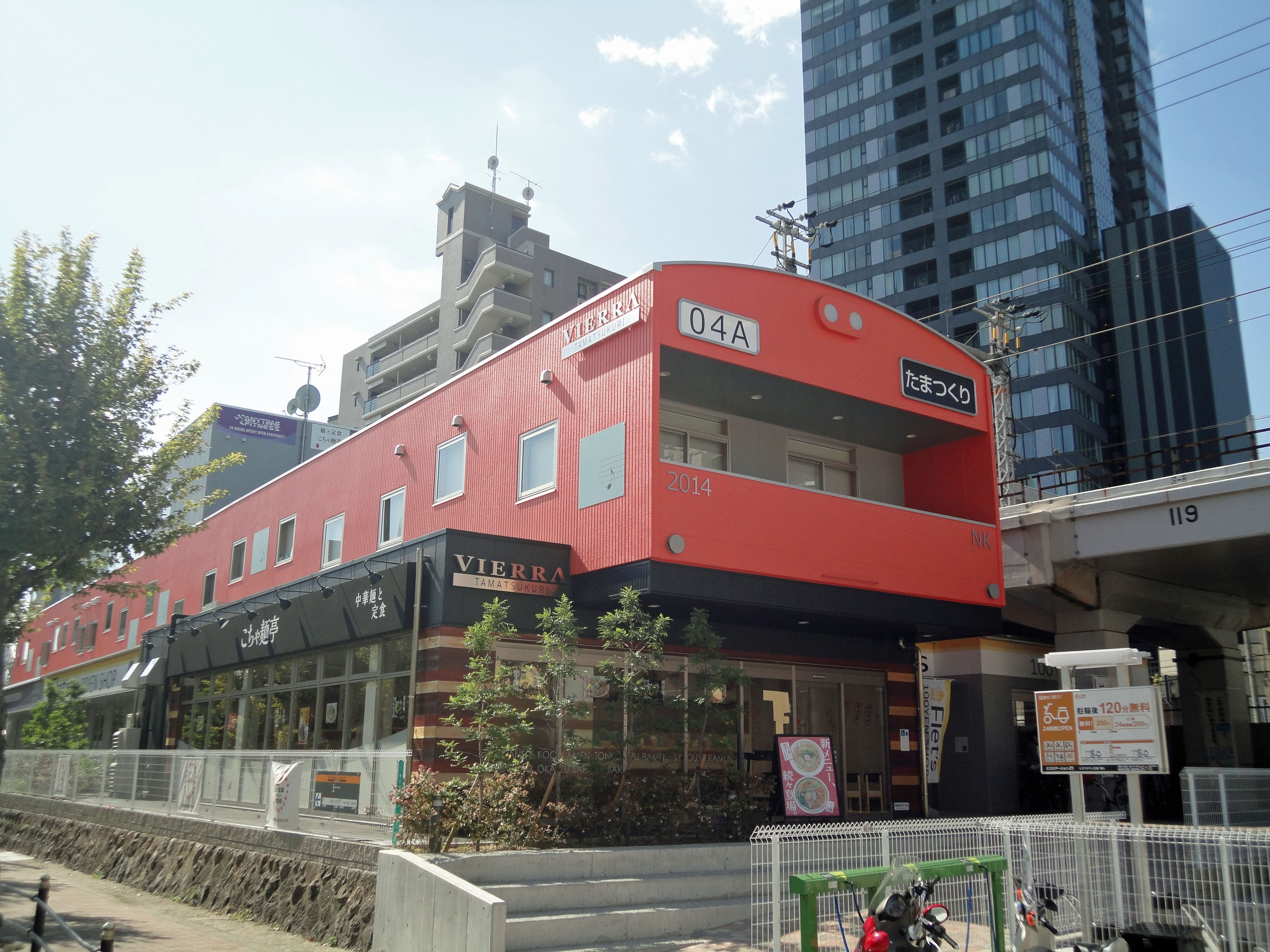
ビエラ玉造（2014年10月）

## 大阪市高速電気軌道 (Osaka Metro)
島式ホーム1面2線を持つ地下駅。改札口は森ノ宮寄りの1か所のみ。
当駅はドーム前千代崎管区駅に所属し、谷町六丁目駅が管轄している。
当駅（地下鉄駅）のテーマは「勾玉」である。薄い紫とグレーを基調とした和風のデザインであり、コンコースの壁画は難波宮などをモチーフにした「過去から未来への時間の旅」となっている。ホーム壁面は和紙を思わせるデザイン。コンコースには、勾玉をデザインした方位盤を設置している。
トイレは改札外にある。
森ノ宮側には直角のカーブがある。

### のりば
| 番線 | 路線           | 行先                                         |
| ---- | -------------- | -------------------------------------------- |
| 1    | 長堀鶴見緑地線 | 森ノ宮・京橋・鶴見緑地・門真南方面           |
| 2    | 長堀鶴見緑地線 | 谷町六丁目・心斎橋・ドーム前千代崎・大正方面 |

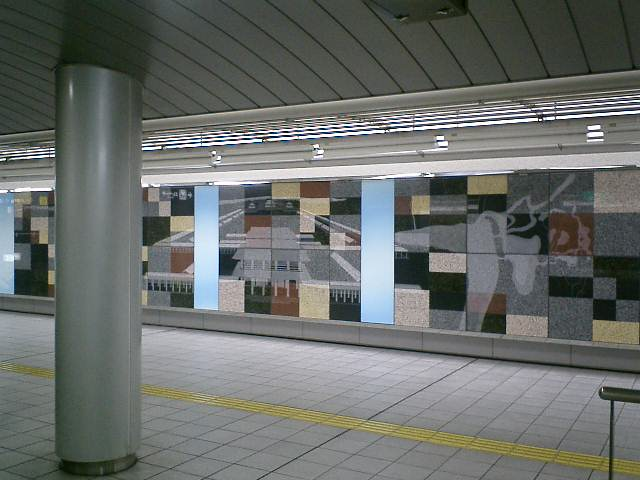
構内の壁面画（2005年11月）
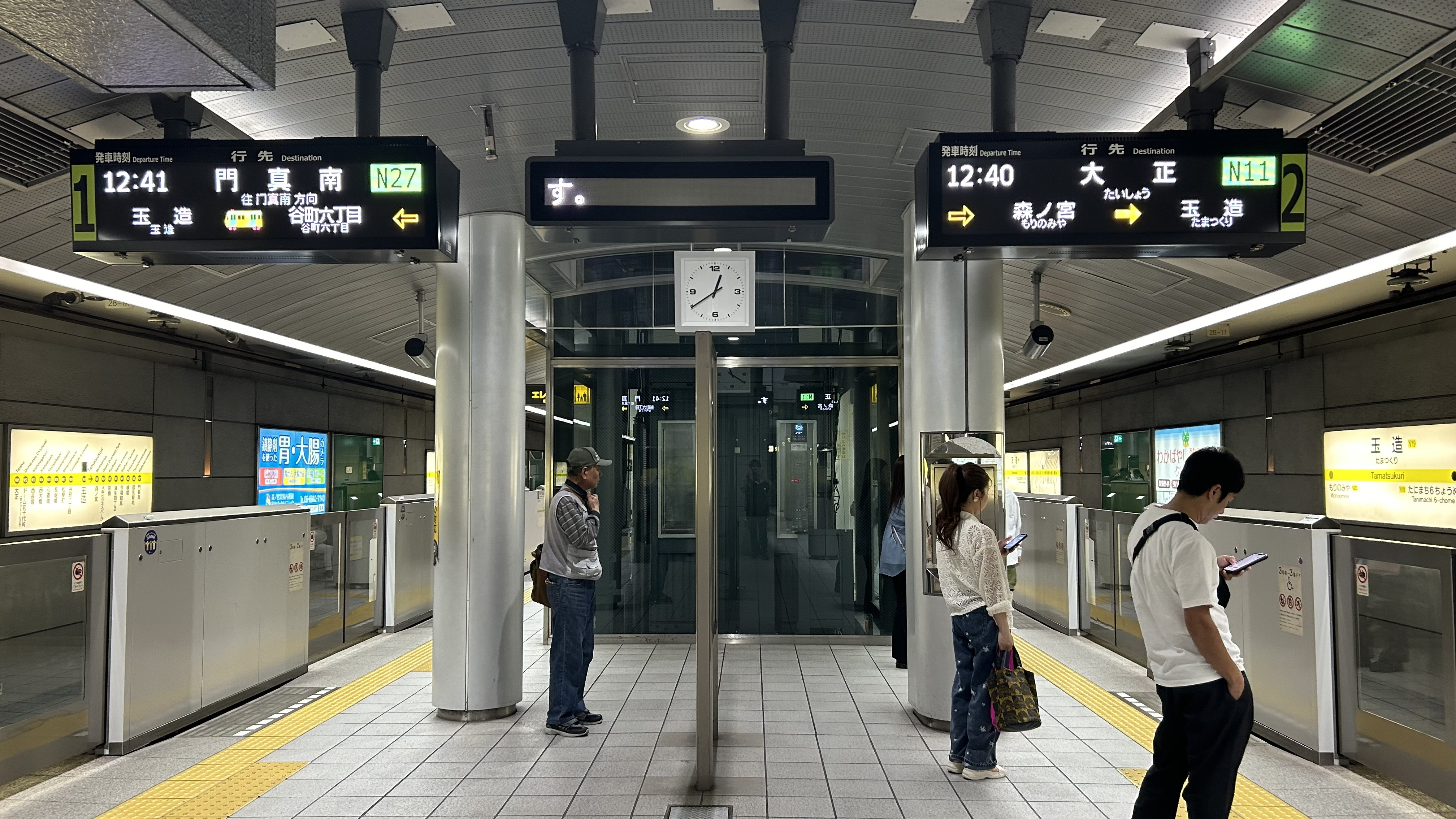
ホーム（2025年6月）

### 出口
| 出口番号 | 出口周辺                                      | 備考             |
| -------- | --------------------------------------------- | ---------------- |
| 1        | 玉造稲荷神社                                  |                  |
| 2        | 天王寺スポーツセンター 真田山プール・三光神社 |                  |
| 3        | 自転車駐車場連絡口                            |                  |
| 4        | JR環状線(玉造駅)                              |                  |
| 5        | 日之出通商店街・東成税務署                    |                  |
| 6        | シティバスのりば                              | エレベーターあり |

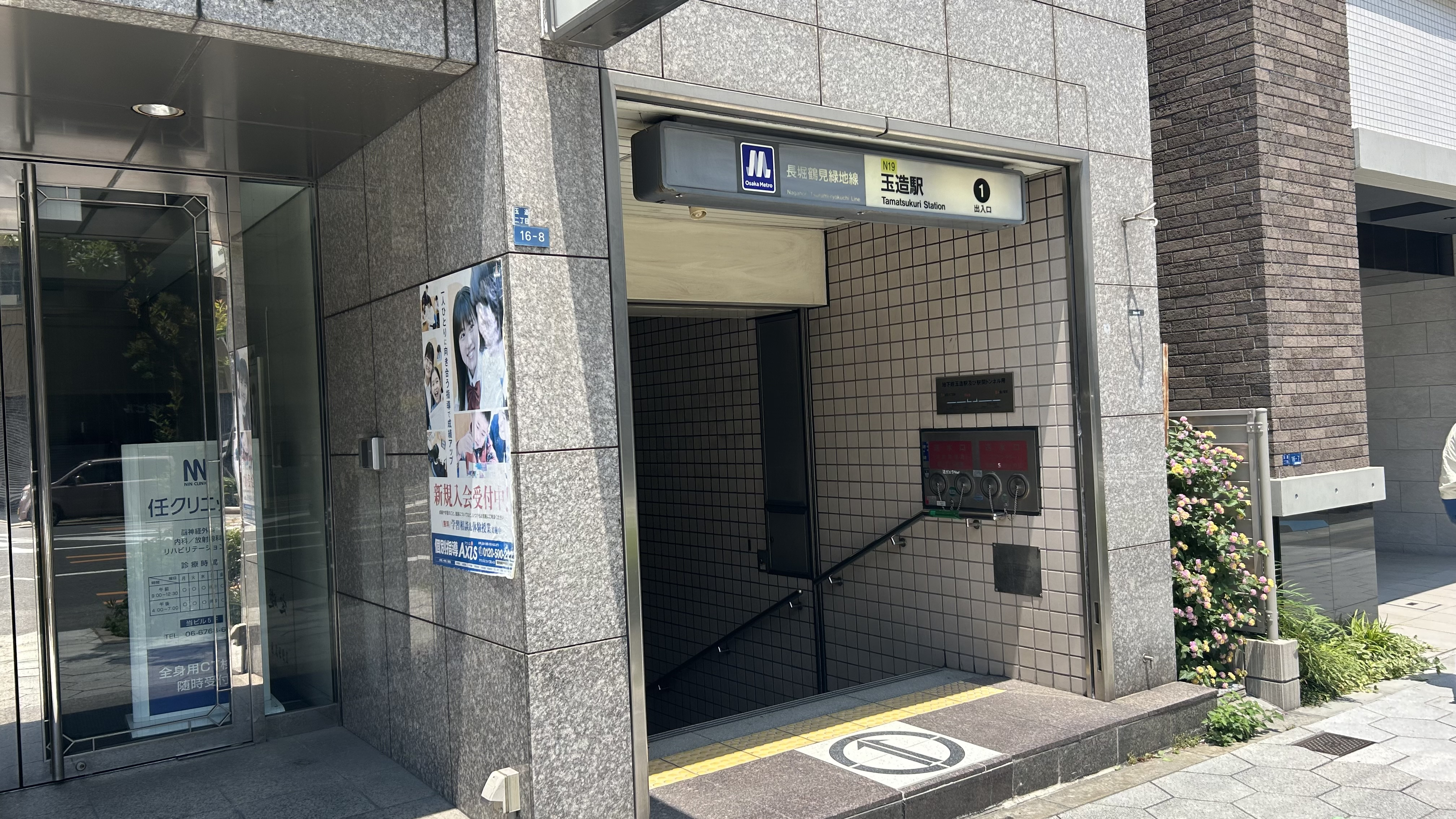
1号出入口（2025年6月）
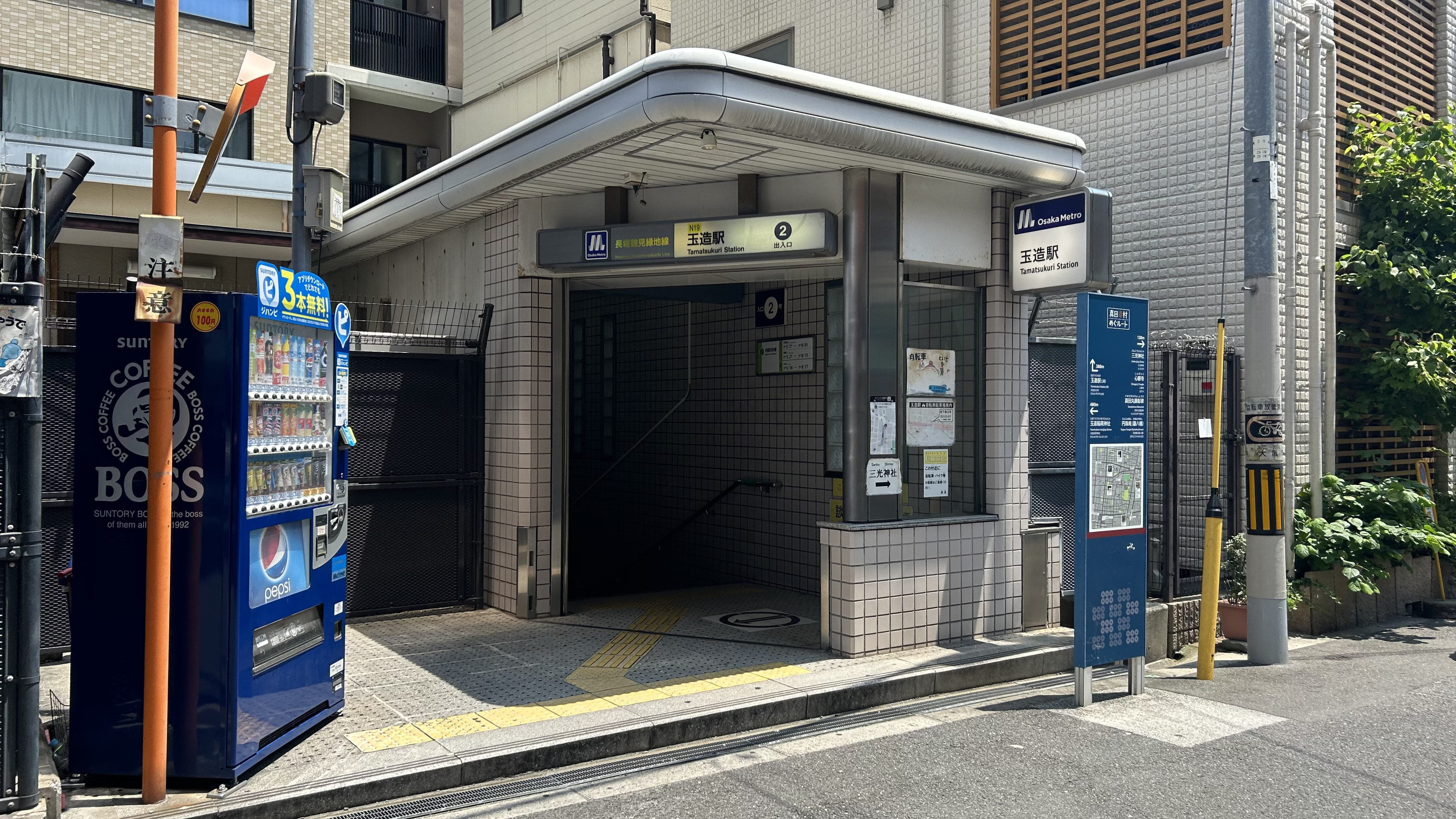
2号出入口（2025年6月）
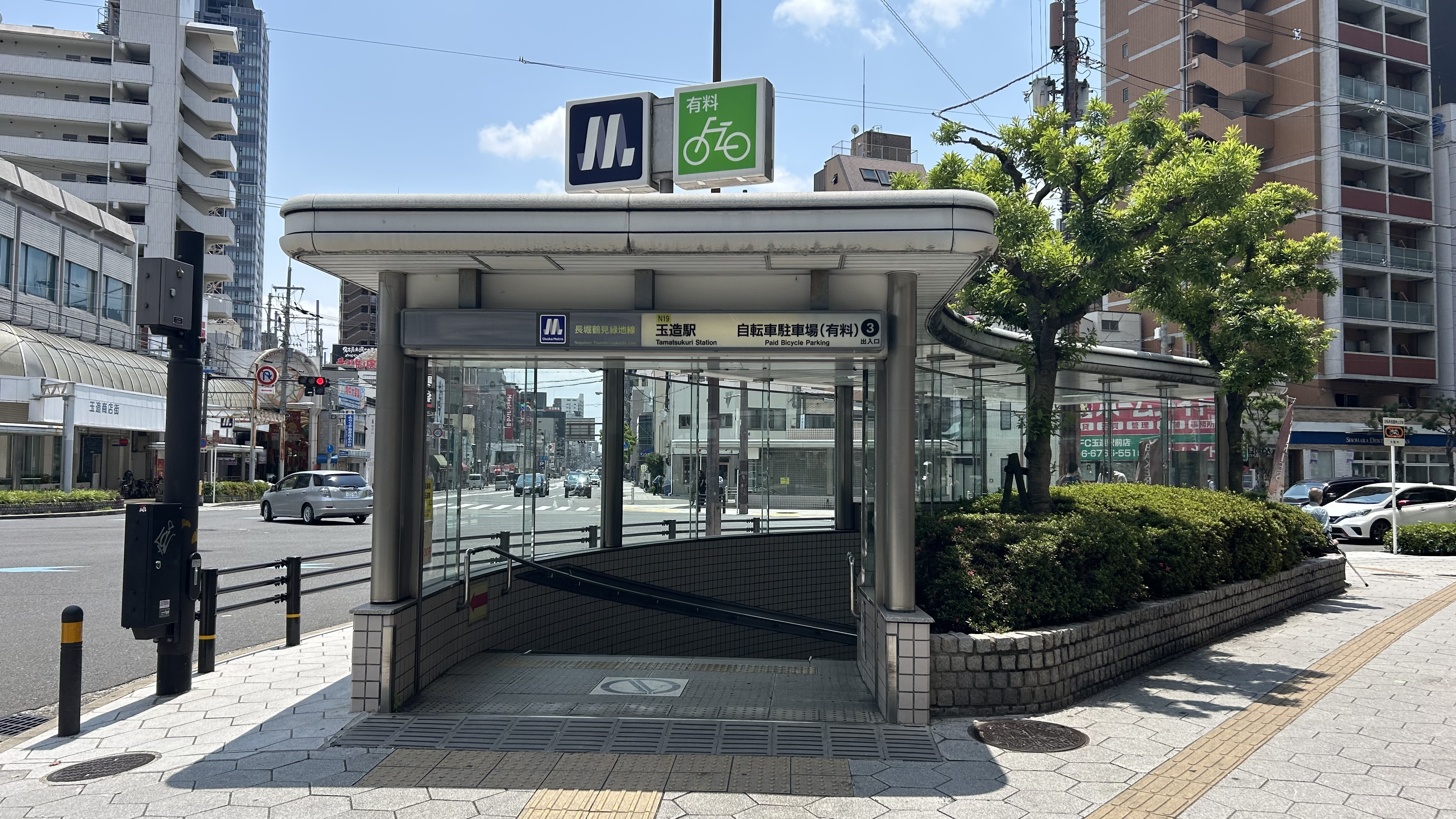
3号出入口（2025年6月）
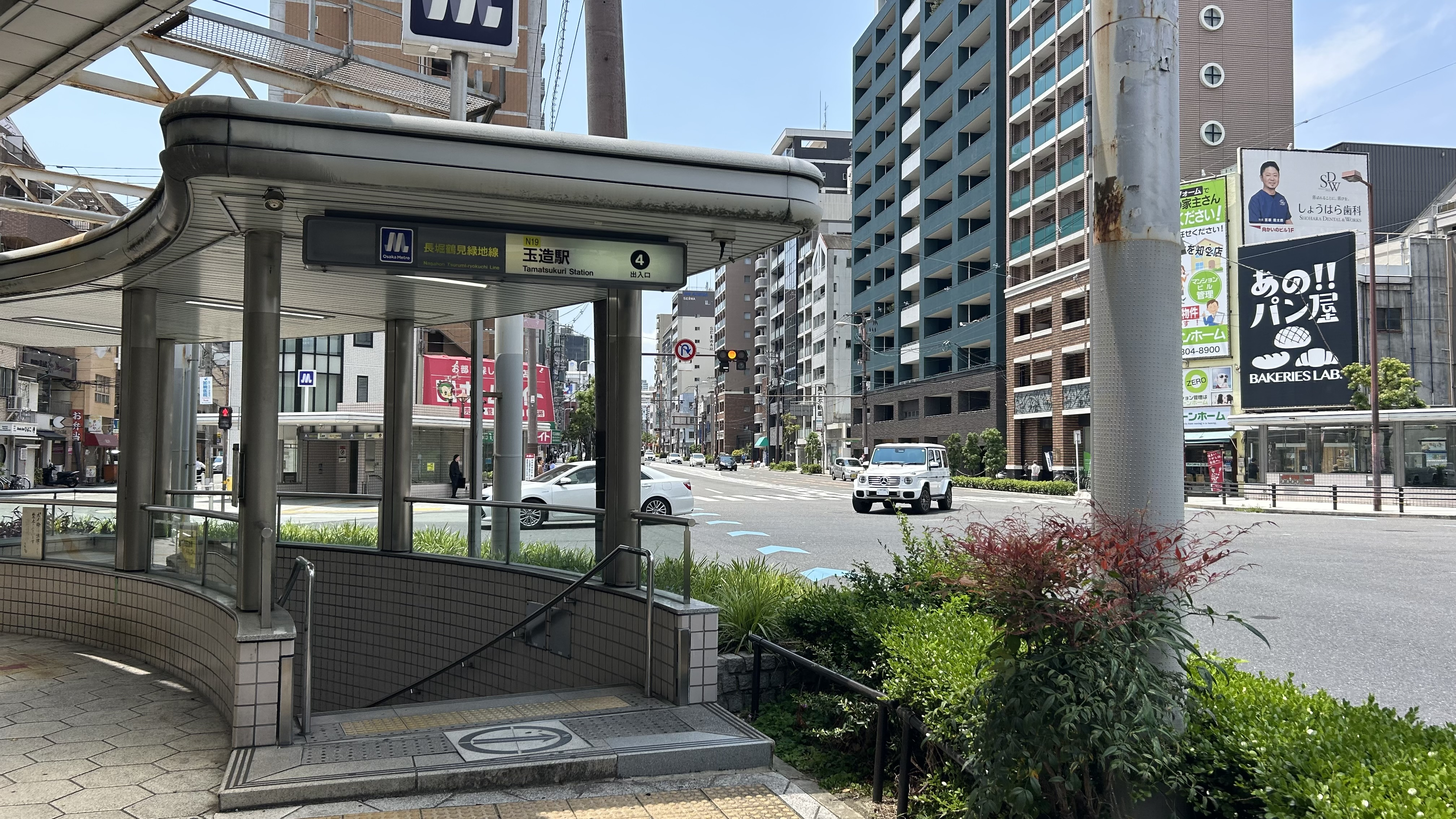
4号出入口（2025年6月）
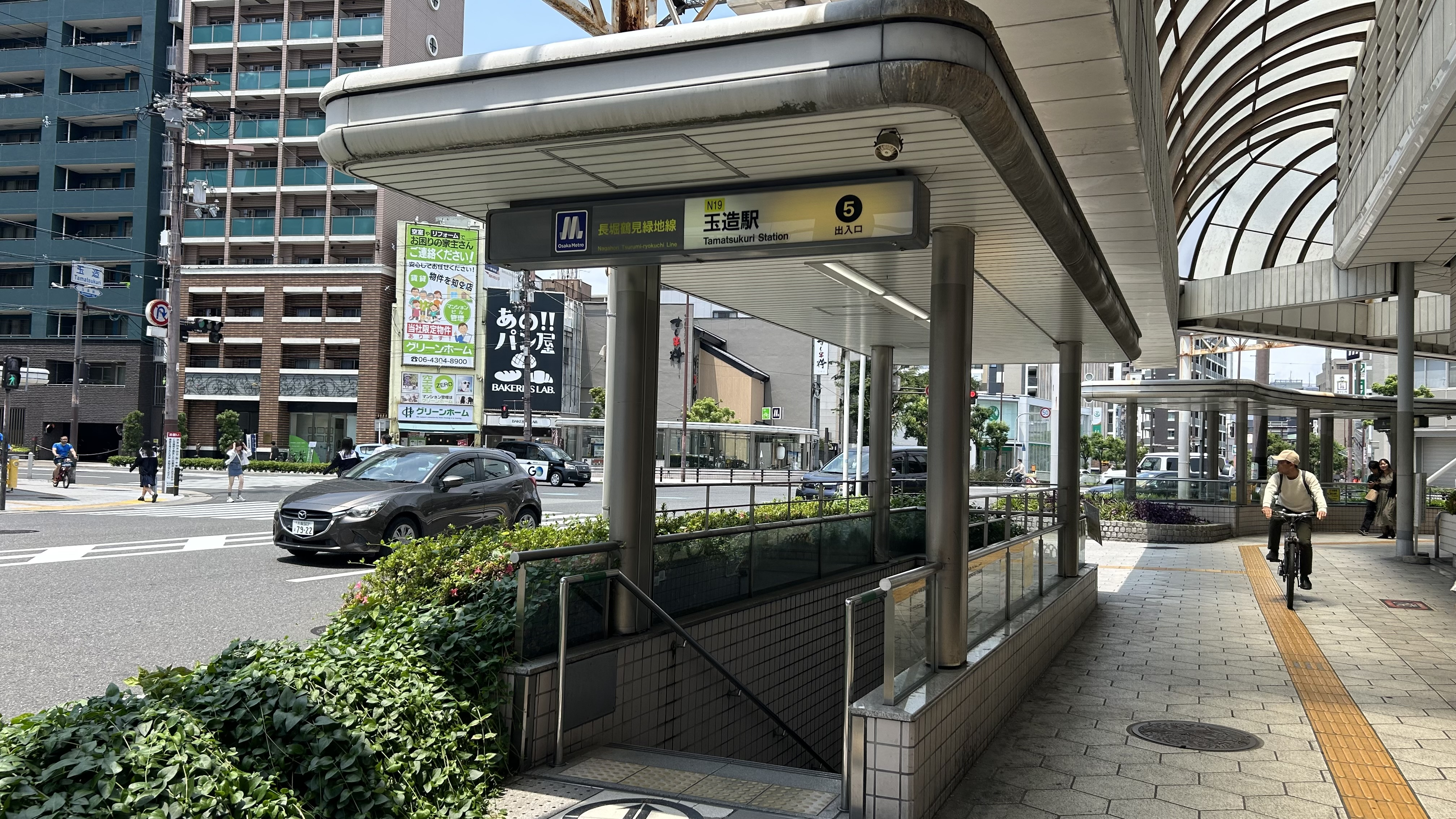
5号出入口（2025年6月）
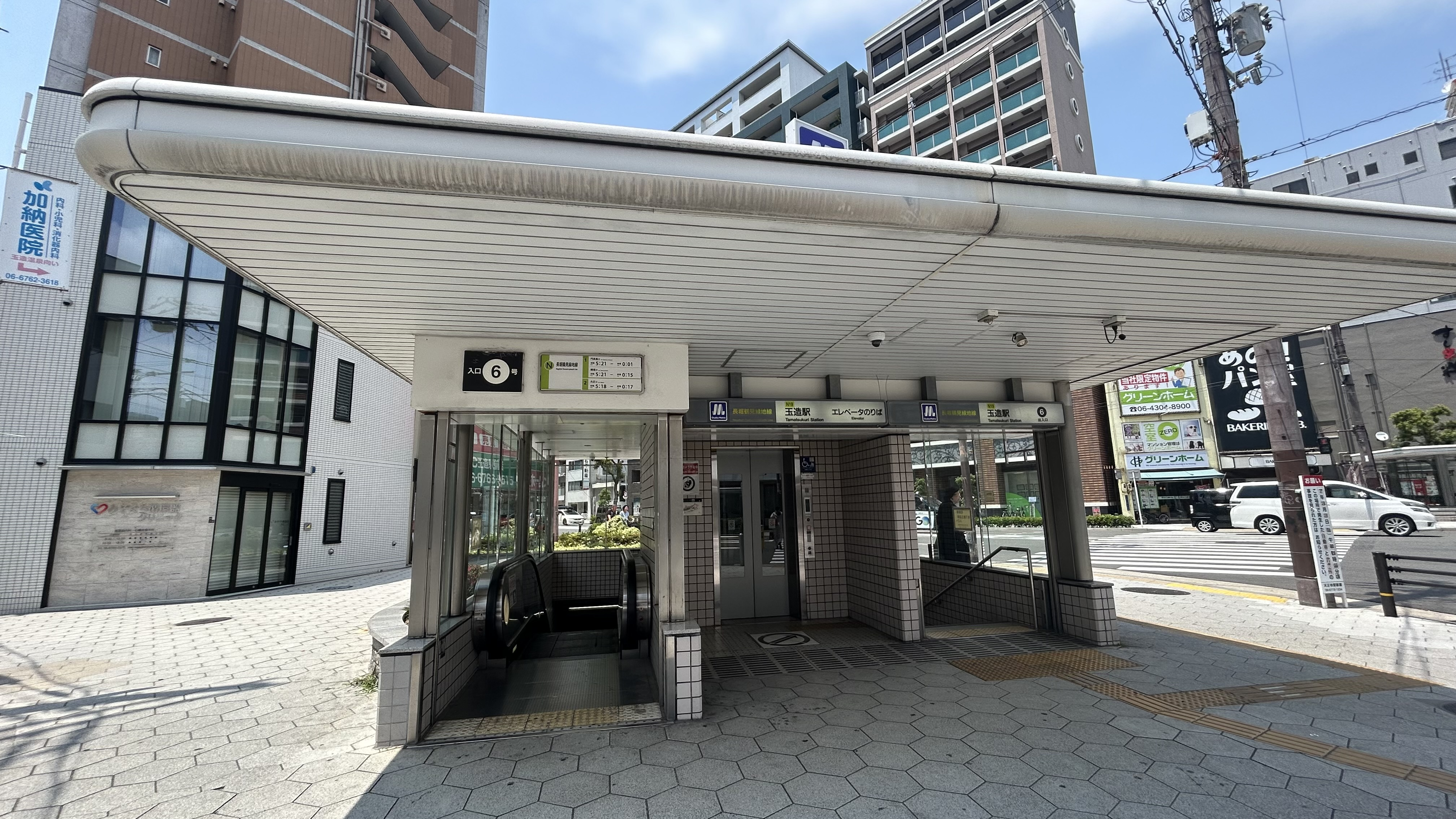
6号出入口（2025年6月）

## 利用状況

### JR西日本
2023年（令和5年）度の1日平均乗車人員は15,681人である。
各年度の1日平均乗車人員は下表の通り。
| 年度               | 1日平均 乗車人員 | 増減率 | 定期利用状況 | 定期利用状況 | 出典          |
| 年度               | 1日平均 乗車人員 | 増減率 | 1日平均      | 定期率       | 出典          |
| ------------------ | ---------------- | ------ | ------------ | ------------ | ------------- |
| 1988年（昭和63年） | 20,449           |        | 14,454       | 70.7%        | [ 大阪府 1 ]  |
| 1989年（平成元年） | 20,225           | -1.1%  | 14,254       | 70.5%        | [ 大阪府 1 ]  |
| 1990年（平成02年） | 20,692           | 2.3%   | 14,519       | 70.2%        | [ 大阪府 2 ]  |
| 1991年（平成03年） | 21,103           | 2.0%   | 14,862       | 70.4%        | [ 大阪府 3 ]  |
| 1992年（平成04年） | 21,264           | 0.8%   | 15,046       | 70.8%        | [ 大阪府 4 ]  |
| 1993年（平成05年） | 21,223           | -0.2%  | 15,004       | 70.7%        | [ 大阪府 5 ]  |
| 1994年（平成06年） | 20,922           | -1.4%  | 14,710       | 70.3%        | [ 大阪府 6 ]  |
| 1995年（平成07年） | 20,807           | -0.5%  | 14,499       | 69.7%        | [ 大阪府 7 ]  |
| 1996年（平成08年） | 20,484           | -1.6%  | 14,284       | 69.7%        | [ 大阪府 8 ]  |
| 1997年（平成09年） | 18,968           | -7.4%  | 13,270       | 70.0%        | [ 大阪府 9 ]  |
| 1998年（平成10年） | 18,354           | -3.2%  | 12,745       | 69.4%        | [ 大阪府 10 ] |
| 1999年（平成11年） | 17,808           | -3.0%  | 12,342       | 69.3%        | [ 大阪府 11 ] |
| 2000年（平成12年） | 17,386           | -2.4%  | 12,014       | 69.1%        | [ 大阪府 12 ] |
| 2001年（平成13年） | 17,058           | -1.9%  | 11,737       | 68.8%        | [ 大阪府 13 ] |
| 2002年（平成14年） | 16,741           | -1.9%  | 11,581       | 69.2%        | [ 大阪府 14 ] |
| 2003年（平成15年） | 16,869           | 0.8%   | 11,717       | 69.5%        | [ 大阪府 15 ] |
| 2004年（平成16年） | 16,758           | -0.7%  | 11,749       | 70.1%        | [ 大阪府 16 ] |
| 2005年（平成17年） | 16,721           | -0.2%  | 11,741       | 70.2%        | [ 大阪府 17 ] |
| 2006年（平成18年） | 16,853           | 0.8%   | 11,840       | 70.3%        | [ 大阪府 18 ] |
| 2007年（平成19年） | 16,739           | -0.7%  | 11,812       | 70.6%        | [ 大阪府 19 ] |
| 2008年（平成20年） | 16,588           | -0.9%  | 11,766       | 70.9%        | [ 大阪府 20 ] |
| 2009年（平成21年） | 16,152           | -2.6%  | 11,549       | 71.5%        | [ 大阪府 21 ] |
| 2010年（平成22年） | 16,071           | -0.5%  | 11,332       | 70.5%        | [ 大阪府 22 ] |
| 2011年（平成23年） | 16,034           | -0.2%  | 10,965       | 68.4%        | [ 大阪府 23 ] |
| 2012年（平成24年） | 16,039           | 0.0%   | 10,940       | 68.2%        | [ 大阪府 24 ] |
| 2013年（平成25年） | 16,203           | 1.0%   | 11,098       | 68.5%        | [ 大阪府 25 ] |
| 2014年（平成26年） | 16,101           | -0.6%  | 11,002       | 68.3%        | [ 大阪府 26 ] |
| 2015年（平成27年） | 16,445           | 2.1%   | 11,214       | 68.2%        | [ 大阪府 27 ] |
| 2016年（平成28年） | 16,588           | 0.9%   | 11,179       | 67.4%        | [ 大阪府 28 ] |
| 2017年（平成29年） | 16,857           | 1.6%   | 11,373       | 67.5%        | [ 大阪府 29 ] |
| 2018年（平成30年） | 16,919           | 0.4%   | 11,329       | 67.0%        | [ 大阪府 30 ] |
| 2019年（令和元年） | 17,006           | 0.5%   | 11,324       | 66.6%        | [ 大阪府 31 ] |
| 2020年（令和02年） | 13,827           | -18.7% | 9,770        | 70.7%        | [ 大阪府 32 ] |
| 2021年（令和03年） | 14,340           | 3.7%   | 9,912        | 69.1%        | [ 大阪府 33 ] |
| 2022年（令和04年） | 15,298           | 6.7%   | 10,017       | 65.5%        | [ 大阪府 34 ] |
| 2023年（令和05年） | 15,681           | 2.5%   | 10,065       | 64.2%        | [ 大阪府 35 ] |

### Osaka Metro
2024年11月12日の1日乗降人員は14,555人（乗車人員：7,419人、降車人員：7,136人）であり、長堀鶴見緑地線の駅では17駅中11位（他地下鉄路線と接続しない駅では5位）。
各年度の特定日における利用状況は下表の通りである。
| 年度               | 調査日   | 乗車人員 | 降車人員 | 乗降人員 | 出典          | 出典          |
| 年度               | 調査日   | 乗車人員 | 降車人員 | 乗降人員 | メトロ        | 大阪府        |
| ------------------ | -------- | -------- | -------- | -------- | ------------- | ------------- |
| 1998年（平成10年） | 11月10日 | 5,013    | 4,343    | 9,356    |               | [ 大阪府 10 ] |
| 2007年（平成19年） | 11月13日 | 5,997    | 5,744    | 11,741   |               | [ 大阪府 19 ] |
| 2008年（平成20年） | 11月11日 | 6,375    | 6,108    | 12,483   |               | [ 大阪府 20 ] |
| 2009年（平成21年） | 11月10日 | 6,519    | 6,358    | 12,877   |               | [ 大阪府 21 ] |
| 2010年（平成22年） | 11月09日 | 6,150    | 6,067    | 12,217   |               | [ 大阪府 22 ] |
| 2011年（平成23年） | 11月08日 | 6,282    | 6,160    | 12,442   |               | [ 大阪府 23 ] |
| 2012年（平成24年） | 11月13日 | 6,512    | 6,430    | 12,942   |               | [ 大阪府 24 ] |
| 2013年（平成25年） | 11月19日 | 6,444    | 6,290    | 12,734   | [ メトロ 1 ]  | [ 大阪府 25 ] |
| 2014年（平成26年） | 11月11日 | 6,927    | 6,736    | 13,663   | [ メトロ 2 ]  | [ 大阪府 26 ] |
| 2015年（平成27年） | 11月17日 | 6,997    | 6,913    | 13,910   | [ メトロ 3 ]  | [ 大阪府 27 ] |
| 2016年（平成28年） | 11月08日 | 7,427    | 7,236    | 14,663   | [ メトロ 4 ]  | [ 大阪府 28 ] |
| 2017年（平成29年） | 11月14日 | 7,553    | 7,416    | 14,969   | [ メトロ 5 ]  | [ 大阪府 29 ] |
| 2018年（平成30年） | 11月13日 | 7,505    | 7,448    | 14,953   | [ メトロ 6 ]  | [ 大阪府 30 ] |
| 2019年（令和元年） | 11月12日 | 7,447    | 7,251    | 14,698   | [ メトロ 7 ]  | [ 大阪府 31 ] |
| 2020年（令和02年） | 11月10日 | 6,602    | 6,454    | 13,056   | [ メトロ 8 ]  | [ 大阪府 32 ] |
| 2021年（令和03年） | 11月16日 | 6,591    | 6,406    | 12,997   | [ メトロ 9 ]  | [ 大阪府 33 ] |
| 2022年（令和04年） | 11月15日 | 7,007    | 6,804    | 13,811   | [ メトロ 10 ] | [ 大阪府 34 ] |
| 2023年（令和05年） | 11月07日 | 7,172    | 6,938    | 14,110   | [ メトロ 11 ] | [ 大阪府 35 ] |
| 2024年（令和06年） | 11月12日 | 7,419    | 7,136    | 14,555   | [ メトロ 12 ] |               |

## 駅周辺

### 名勝・旧跡など
- 真田山公園
- 宰相山公園 - 真田幸村の像がある。
  - 三光神社
- 真田山陸軍墓地
- 玉造公園
- 東小橋北公園
- 玉造稲荷神社
- 八阪神社
- 善福寺（どんどろ大師）
- 円珠庵
- 興徳寺
- 六大院
- カトリック大阪大司教区
- 大阪カテドラル聖マリア大聖堂（玉造教会）
- 暗越奈良街道
- 俊徳街道・十三街道

### 文教施設
- 大阪女学院大学・大阪女学院短期大学
- 大阪女学院中学校・高等学校
- 城星学園小学校・中学校・高等学校
- 明星中学校・高等学校
- 八洲学園高等学校 大阪中央キャンパス
- 大阪府立清水谷高等学校
- 大阪市立高津中学校
- 大阪市立玉津中学校
- 大阪市立真田山小学校
- 大阪市立中道小学校
- 大阪市立玉造小学校
- 大阪市立玉造幼稚園
- 大阪美容専門学校
- 大阪ペピイ動物看護専門学校

### 商業施設・金融機関
近年、スーパーマーケットが急増している。
- 玉造商店街
- 玉造日之出通商店街
- 近商ストア 玉造店
- デイリーカナートイズミヤ 玉造店
- ライフ 玉造店
- ダイコクドラッグ 玉造店
- サンドラッグ 玉造店
- ロイヤルホームセンター 森ノ宮店
- 日本郵便 大阪玉造郵便局
- 三菱UFJ銀行 玉造支店
- 三井住友銀行 玉造支店・上町支店・鶴橋支店・今里支店  - 2022年4月11日より上町支店が、2025年8月4日より鶴橋支店・今里支店が移転し、共同店舗となった。
- りそな銀行 玉造支店

### 主な企業
- 京セラドキュメントソリューションズ 本社
- 森下仁丹 本社

## バス路線
「玉造」停留所にて、大阪シティバスの路線が発着する。
- 18号系統：北巽バスターミナル
- 22号系統：あべの橋/諏訪神社前
- 85号系統：なんば/杭全

## 隣の駅
西日本旅客鉄道（JR西日本）
 大阪環状線
■大和路快速・■区間快速・■関空快速・■紀州路快速・■快速・■直通快速・■普通
鶴橋駅 (JR-O04) - 玉造駅 (JR-O05) - 森ノ宮駅 (JR-O06)
大阪市高速電気軌道 (Osaka Metro)
 長堀鶴見緑地線
谷町六丁目駅 (N18) - 玉造駅 (N19) - 森ノ宮駅 (N20)

### 記事本文

### 利用状況
1. 1 2  大阪府統計年鑑 - 大阪府
2. 1 2  大阪市統計書 - 大阪市
3. ↑  路線別駅別乗降人員 - 大阪市高速電気軌道

#### 大阪市高速電気軌道
1. ↑  路線別乗降人員 （2013年11月19日（火）交通調査） (PDF)
2. ↑  路線別乗降人員 （2014年11月11日（火）交通調査） (PDF)
3. ↑  路線別乗降人員 （2015年11月17日（火）交通調査） (PDF)
4. ↑  路線別乗降人員 （2016年11月8日（火）交通調査） (PDF)
5. ↑  路線別乗降人員 （2017年11月14日（火）交通調査） (PDF)
6. ↑  路線別乗降人員 （2018年11月13日（火）交通調査） (PDF)
7. ↑  路線別乗降人員 （2019年11月12日（火）交通調査） (PDF)
8. ↑  路線別乗降人員 （2020年11月10日（火）交通調査） (PDF)
9. ↑  路線別乗降人員 （2021年11月16日（火）交通調査） (PDF)
10. ↑  路線別乗降人員 （2022年11月15日（火）交通調査） (PDF)
11. ↑  路線別乗降人員 （2023年11月7日（火）交通調査） (PDF)
12. ↑  路線別乗降人員 （2024年11月12日（火）交通調査） (PDF)

#### 大阪府統計年鑑
1. 1 2  大阪府統計年鑑（平成2年） (PDF)
2. ↑  大阪府統計年鑑（平成3年） (PDF)
3. ↑  大阪府統計年鑑（平成4年） (PDF)
4. ↑  大阪府統計年鑑（平成5年） (PDF)
5. ↑  大阪府統計年鑑（平成6年） (PDF)
6. ↑  大阪府統計年鑑（平成7年） (PDF)
7. ↑  大阪府統計年鑑（平成8年） (PDF)
8. ↑  大阪府統計年鑑（平成9年） (PDF)
9. ↑  大阪府統計年鑑（平成10年） (PDF)
10. 1 2  大阪府統計年鑑（平成11年） (PDF)
11. ↑  大阪府統計年鑑（平成12年） (PDF)
12. ↑  大阪府統計年鑑（平成13年） (PDF)
13. ↑  大阪府統計年鑑（平成14年） (PDF)
14. ↑  大阪府統計年鑑（平成15年） (PDF)
15. ↑  大阪府統計年鑑（平成16年） (PDF)
16. ↑  大阪府統計年鑑（平成17年） (PDF)
17. ↑  大阪府統計年鑑（平成18年） (PDF)
18. ↑  大阪府統計年鑑（平成19年） (PDF)
19. 1 2  大阪府統計年鑑（平成20年） (PDF)
20. 1 2  大阪府統計年鑑（平成21年） (PDF)
21. 1 2  大阪府統計年鑑（平成22年） (PDF)
22. 1 2  大阪府統計年鑑（平成23年） (PDF)
23. 1 2  大阪府統計年鑑（平成24年） (PDF)
24. 1 2  大阪府統計年鑑（平成25年） (PDF)
25. 1 2  大阪府統計年鑑（平成26年） (PDF)
26. 1 2  大阪府統計年鑑（平成27年） (PDF)
27. 1 2  大阪府統計年鑑（平成28年） (PDF)
28. 1 2  大阪府統計年鑑（平成29年） (PDF)
29. 1 2  大阪府統計年鑑（平成30年） (PDF)
30. 1 2  大阪府統計年鑑（令和元年） (PDF)
31. 1 2  大阪府統計年鑑（令和2年） (PDF)
32. 1 2  大阪府統計年鑑（令和3年） (PDF)
33. 1 2  大阪府統計年鑑（令和4年） (PDF)
34. 1 2  大阪府統計年鑑（令和5年） (PDF)
35. 1 2  大阪府統計年鑑（令和6年） (PDF)